# 卡巴纳环形山
卡巴纳环形山（Cabannes）是月球背面靠近南极地区的一座古老大撞击坑，约形成于45.5-39.2亿年前的前酒海纪，其名称取自法国光学物理家让·卡巴纳（1885年-1959年），1970年被国际天文学联合会批准接受。

## 描述

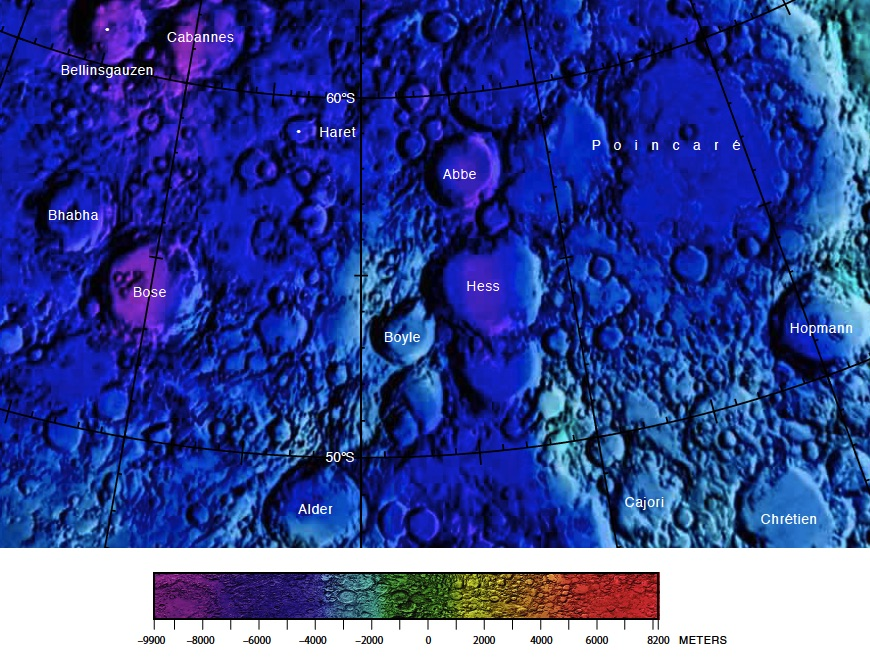
卡巴纳环形山的周边，月球南极地区详图（下为北）。

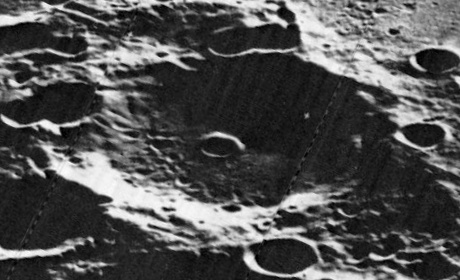
月球轨道器5号拍摄图像

该陨坑东侧与别林斯高晋环形山相接壤、西北与东北偏北分别毗邻哈雷特陨石坑和巴巴环形山，更大的博斯环形山位于它的北面、东南和西南分别坐落了伯尔拉赫环形山和米奈尔环形山，而它的南面则横亘了被严重损毁的伯尔拉赫环形山。该陨坑中心月面坐标为61°14′S 170°13′W / 61.24°S 170.21°W，直径81.30公里，深度约2.798公里。
卡巴纳环形山位于巨大的南极-艾托肯盆地中央附近，外观轮廓接近圆状，因存续时间长而明显损毁。环坑壁覆盖了一系列大小不同的撞击坑，其中南侧壁上横跨了卫星坑“卡巴纳 J”，只有西北侧部分保存相对最完整。该陨坑残壁最大高出周边地形1360米，内部容积约6150.16立方千米。坑底表面相对平坦，南部区地表略微隆起，靠近中心处可看到坐落了一座小陨石坑。

## 卫星陨石坑
按惯例，最靠近卡巴纳环形山的卫星坑将在月图上以字母标注在它的中心点旁边。

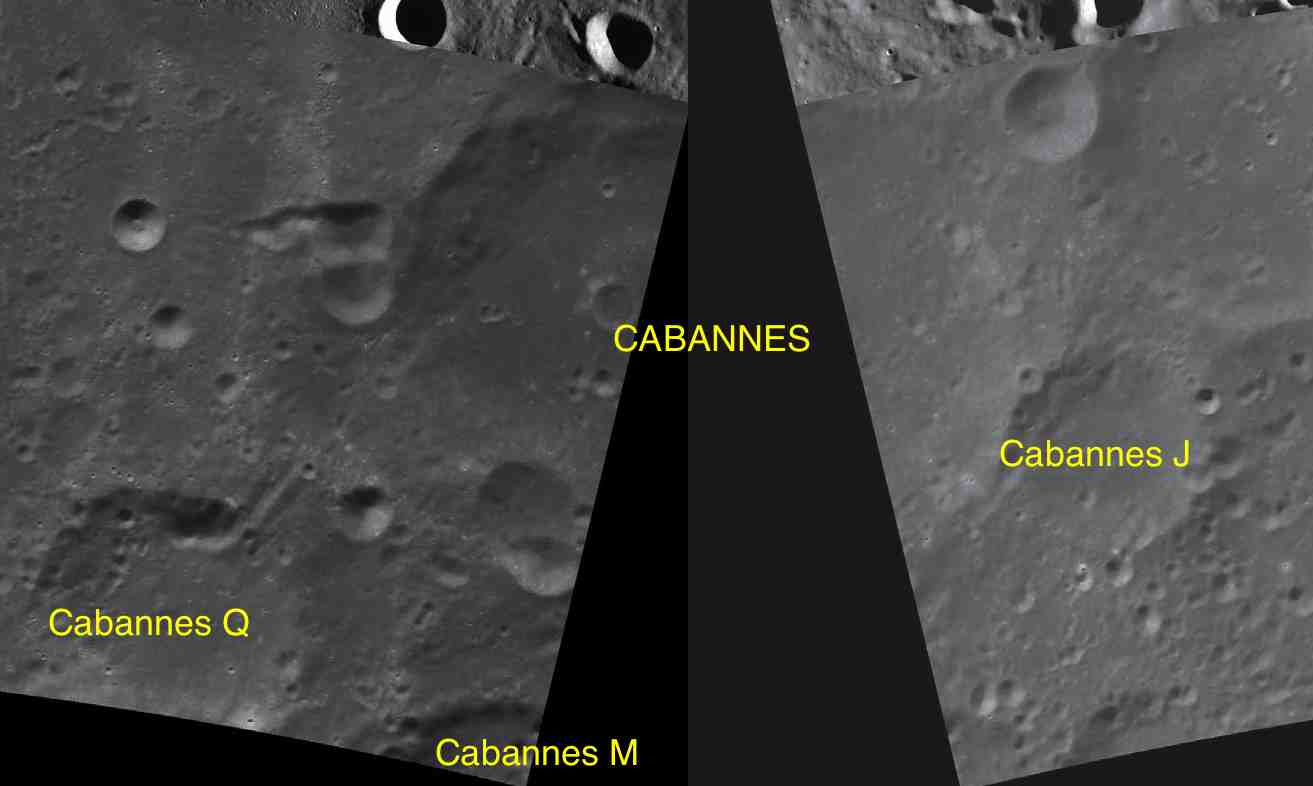
LAC-132与LAC-133拼接图

| 卡巴纳 | 纬度     | 经度      | 直径      |
| ------ | -------- | --------- | --------- |
| J      | 62.26° S | 167.31° W | 34.11公里 |
| M      | 64.32° S | 170.21° W | 47.91公里 |
| Q      | 63.50° S | 174.87° W | 49.63公里 |

- 卫星坑卡巴纳 Q约形成于酒海纪[1]。

## 另请参阅
- Andersson, L. E.; Whitaker, E. A. . NASA RP-1097. 1982.
- Blue, Jennifer. . USGS. July 25, 2007  [2007-08-05]. （原始内容存档于2012-04-08）.
- Bussey, B.; Spudis, P. . New York: Cambridge University Press. 2004. ISBN 978-0-521-81528-4.
- Cocks, Elijah E.; Cocks, Josiah C. . Tudor Publishers. 1995. ISBN 978-0-936389-27-1.
- McDowell, Jonathan. . Jonathan's Space Report. July 15, 2007  [2007-10-24]. （原始内容存档于2012-05-26）.
- Menzel, D. H.; Minnaert, M.; Levin, B.; Dollfus, A.; Bell, B. . Space Science Reviews. 1971, 12 (2): 136–186. Bibcode:1971SSRv...12..136M. doi:10.1007/BF00171763.
- Moore, Patrick. . Sterling Publishing Co. 2001. ISBN 978-0-304-35469-6.
- Price, Fred W. . Cambridge University Press. 1988. ISBN 978-0-521-33500-3.
- Rükl, Antonín. . Kalmbach Books. 1990. ISBN 978-0-913135-17-4.
- Webb, Rev. T. W.  6th revised. Dover. 1962. ISBN 978-0-486-20917-3.
- Whitaker, Ewen A. . Cambridge University Press. 1999. ISBN 978-0-521-62248-6.
- Wlasuk, Peter T. . Springer. 2000. ISBN 978-1-85233-193-1.